# Ding Dong!
Ding Dong! è il primo album in studio della cantante finlandese Krista Siegfrids, pubblicato nel 2013.
Con il brano Marry Me l'artista ha partecipato all'Eurovision Song Contest 2013.

## Tracce
1. More Is More – 3:04
2. Marry Me – 3:09
3. Money – 3:03
4. Amen! – 2:57
5. Can You See Me? – 3:53
6. Seventeen – 3:03
7. Your Boyfriend – 2:56
8. Under My Skin – 3:14
9. Lipstick It – 3:11
10. Stupid Love – 3:43